# Oporów (gemeente)
De gemeente Oporów is een landgemeente in het Poolse woiwodschap Łódź, in powiat Kutnowski.
De zetel van de gemeente is in Oporów.
Op 30 juni 2004 telde de gemeente 2804 inwoners.

## Oppervlakte gegevens
In 2002 bedroeg de totale oppervlakte van gemeente Oporów 67,7 km², waarvan:
- agrarisch gebied: 88%
- bossen: 6%

De gemeente beslaat 7,64% van de totale oppervlakte van de powiat.

## Demografie
Stand op 30 juni 2004:
| Omschrijving                   | Totaal | Totaal | Vrouwen | Vrouwen | Mannen | Mannen |
| ------------------------------ | ------ | ------ | ------- | ------- | ------ | ------ |
| eenheid                        | aantal | %      | aantal  | %       | aantal | %      |
| inwoners                       | 2804   | 100    | 1423    | 50,7    | 1381   | 49,3   |
| bevolkingsdichtheid (inw./km²) | 41,4   | 41,4   | 21      | 21      | 20,4   | 20,4   |

In 2002 bedroeg het gemiddelde inkomen per inwoner 1114,54 zł.

## Administratieve plaatsen (sołectwo)
Golędzkie, Janów, Jastrzębia, Jaworzyna, Jurków Drugi, Jurków Pierwszy, Kamienna, Kurów-Parcel, Kurów-Wieś, Mnich-Ośrodek, Mnich-Południe, Oporów, Oporów-Kolonia, Pobórz, Podgajew, Samogoszcz, Skórzewa, Skarżyn, Stanisławów, Szczyt, Świechów, Wola Owsiana, Wola Prosperowa, Wólka-Lizigódź.
Zonder de status sołectwo : Mnich

## Aangrenzende gemeenten
Bedlno, Krzyżanów, Kutno, Pacyna, Strzelce, Szczawin Kościelny, Żychlin